# 李貞佐
李貞佐（？—1642年），字無欲，山西平陽府安邑縣人，明朝政治人物、賜特用進士出身。

## 生平
年少時拜同鄉曹于汴為師，以學問、品行稱著於世，后中崇禎九年鄉舉、十三年賜特用。崇祯十四年為郟縣知縣。時闖軍剛攻陷縣城，前任邵可灼遇害，貞佐甫到任，即練鄉兵，括土寇財充餉，時出郊勞耕者，月課士；又禮賢下士，親訪孝子王錫胤、禮葬遇闖軍而殉節的姊妹二人，士民大悅。十五年二月汝州之役，明軍督師孫傳庭與闖軍李自成戰於汝州、郟縣一帶。鄉人勸其遁走避禍，不從，誓與城池共存亡，與汝州吏目顧王家協守。後孫傳庭戰沒，闖軍再度攻陷縣城，貞佐被俘，見闖軍殺人，輒厲聲曰：「驅百姓固守者，我也，妄殺何為！」闖軍遂割其舌，支解而死，顧王家亦大聲叱賊，被亂刃砍死。友人王昱，相隨不去，闖軍義之，讓其收葬貞佐於南郊。朝廷聞訊，贈其河南按察使司僉事，諡忠烈。母喬氏同死，子李國殺闖軍數人報家仇。

## 延伸阅读
[在维基数据编辑]
 《明史卷二百九十三》，出自《明史》